# Matanzas (prowincja)
Matanzas – zachodnia kubańska prowincja. Jej stolicą jest Matanzas. 
Prowincja dzieli się na 23 gminy. Są to:
1. Agramonte
2. Alacranes
3. Arcos de Canasí
4. Bolondrón
5. Cárdenas
6. Carlos Rojas
7. Colón
8. Guamacaro
9. Jagüey Grande
10. Jovellanos
11. Juan Gualberto Gómez
12. Los Arabos
13. Manguito
14. Martí
15. Matanzas
16. Máximo Gómez
17. Pedro Betancourt
18. Perico
19. San Antonio de Cabezas
20. San José de los Ramos
21. Santa Ana
22. Unión de Reyes
23. Varadero